# Internationaal Folklorefestival
Het Internationaal folklorefestival in Moerbeke-Waas wordt jaarlijks gehouden in het eerste weekend van augustus.
Er zijn op zaterdag, zondag en maandag optredens van verschillende volksdansgroepen.
Er komen altijd drie of vier buitenlandse volksdansgroepen, zij geven dan een optreden samen met de eigen volksdansgroep.
Dit wordt allemaal georganiseerd door "Toon en Tine" en zij hebben ook een jongere groep "De Papemutsjes".
De buitenlandse groepen verblijven dan in gezinnen per twee of per drie naargelang de gezinnen dit wensen.
Dit jaar 2006 was het 21ste internationaal folklorefestival.